# یواس‌اس گرنویل (ای‌پی‌ای-۱۷۱)
یواس‌اس گرنویل (ای‌پی‌ای-۱۷۱) (به انگلیسی: USS Granville (APA-171)) یک کشتی بود که طول آن ۴۵۵ فوت ۰ اینچ (۱۳۸٫۶۸ متر) بود. این کشتی در سال ۱۹۴۴ ساخته شد.